# Ficus petiolaris
Ficus petiolaris là một loài thực vật có hoa trong họ Moraceae. Loài này được Kunth mô tả khoa học đầu tiên năm 1817.

## Hình ảnh

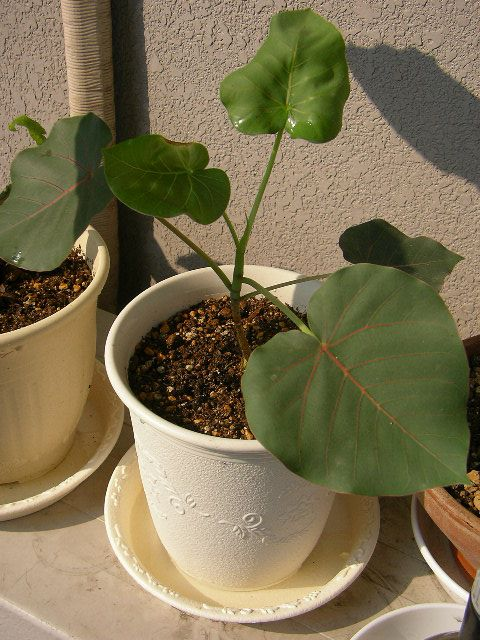